# The Open Group
The Open Group is een consortium van een groot aantal bedrijven uit de IT-branche, dat fungeert als een standaardisatieorganisatie die zich richt op het ontwikkelen en beheren van open IT-standaarden. De groep houdt zich bezig met zowel harde informatietechnologie als methoden en technieken. Zij is onder meer eigenaar van de merknaam UNIX.

## Geschiedenis
De groep is ontstaan door de fusie van X/Open met de Open Software Foundation (OSF) in 1996. Beide organisaties waren vooral betrokken bij het beheer van het Unixgedachtegoed in de vorm van ontwikkeling van de standaard en de bijbehorende certificeringsprogramma's. Zo publiceerde de OSF de Single Unix Specification, waaronder begrepen de POSIX-standaarden en de officiële definitie van Unix. Ook heeft de groep een certificeringsmethode ontwikkeld, op basis waarvan Unix-afgeleiden worden getoetst. Zonder certificering mag een variant geen Unix genoemd worden.
Bekende leden van het consortium zijn Capgemini, Fujitsu, Hitachi, HP, IBM, NEC, Boeing, NASA en Philips.

## Technische standaarden
De groep ontwikkelt open standaarden, die de interoperabiliteit van systemen van verschillende leveranciers moeten garanderen. De volgende standaarden zijn eigendom van het consortium:
- De Call Level Interface (de basis voor ODBC)
- Het Common Desktop Environment (CDE)
- Het Distributed Computing Environment (de basis voor DCOM) beschikbaar via Comsource
- De Distributed Relational Database Architecture (DRDA)
- Het Lightweight Directory Access Protocol (LDAP)
- De Motif GUI-widget-toolkit (gebruikt binnen CDE)
- De Single UNIX Specification (POSIX)
- Het X Window System werd voorheen beheerd en ontwikkeld door The Open Group, in opvolging van het oudere X Consortium
- De Application Response Measurement-standaard (ARM)

## TOGAF
De open standaard The Open Group Architecture Framework is een methode voor het ontwikkelen van enterprise-architectuur. Om het betreffende vakgebied te professionaliseren heeft The Open Group ook een certificeringsprogramma voor architecten ontwikkeld.

## ArchiMate
ArchiMate is een architectuurbeschrijvingstaal waarvan het consortium sinds 2008 de beheerder is.